# كأس ملك إسبانيا 1951
كأس ملك إسبانيا 1951 (بالإسبانية: Copa del Generalísimo de fútbol 1951)‏ هو موسم من كأس ملك إسبانيا. أقيم بتاريخ 1951، وفاز فيه نادي برشلونة.